# Pleioblastus
Pleioblastus là một chi thực vật có hoa trong họ Hòa thảo (Poaceae).

## Loài
Chi Pleioblastus gồm các loài: